# Trnovník huňatý

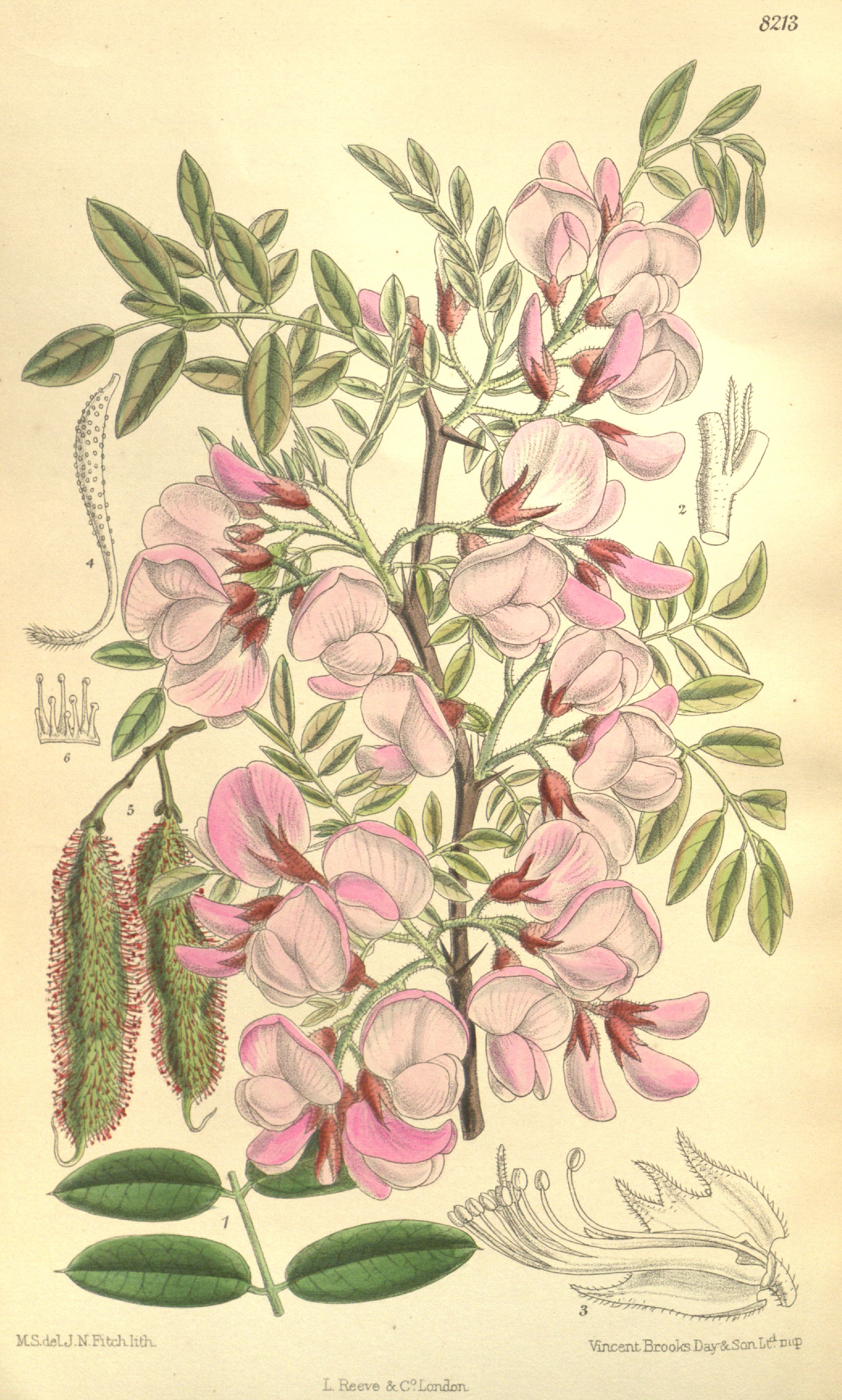
Popisný obrázek.

Trnovník huňatý (Robinia hispida) je opadavý listnatý strom nebo keř z čeledi bobovitých. Dřevina je původní na jihovýchodě USA.

## Popis
Roste jako opadavý listnatý strom nebo keř do výšky až 3 metrů. Mladé letorosty jsou ochlupené. Druh má 10–25 cm dlouhé, lichozpeřené (až z 13 lístků), celokrajné listy se 4 až 8 jařmy. Lístky jsou dlouhé 4–8 cm. Kvete v červnu. Květy jsou růžové, typické pro bobovité. Kalich pětizubý, dvoupyský, chloupkatý, pavéza široká. Květy bývají cca 1–2 cm velké, uspořádané v nících hroznech až po pěti květech. Pro vysoký obsah glukózy mají květy výrazně sladkou chuť. Plodem jsou ploché hnědé lusky, s tmavě hnědými, hnědooranžovými semeny. Kořeny má dlouhé, tenké, bohatě větvené a spletité. Často vyrůstají těsně pod povrchem a tvoří mnoho výmladků, jimiž se rozšiřuje do okolí. Na kořenech jsou stejně jako u všech bobovitých nádorky s nitrogenními bakteriemi. Dřevo akátu je žlutohnědé, těžké, tvrdé, pevné, velmi odolné ve styku s půdou. Flavonoidy jsou schopny více než 100 let chránit akátové dřevo pod zemí proti hnilobě.

## Použití
Druh je vhodný i do menších zahrad ale i větších parků jako solitéra, dominanta nebo do stromořadí.

## Pěstování
Preferuje slunné stanoviště. Nesnáší mokro, vyžaduje propustné půdy, i chudé na živiny a sušší, dobře snáší vyšší obsah vápníku. Druh je plně mrazuvzdorný do −29 °C.
Může být poškozován silným větrem, padlím a verticiliovým vadnutím.